# ريمون بوليدور
ريمون بوليدور (بالفرنسية: Raymond Poulidor) مواليد 15 أبريل 1936 في فرنسا، هو دراج فرنسي سابق في صنف سباق الدراجات على الطريق.

## سباقات أو مراحل فاز بها
- طواف فرنسا
- طواف إسبانيا

## روابط خارجية
- ريمون بوليدور على موقع أرشيف الدراجات (الإنجليزية)
- ريمون بوليدور على موقع إحصائيات الدراجات الإحترافية (الإنجليزية)
- ريمون بوليدور على موقع CycleBase (الإنجليزية)